# 曼达鳄属
曼達鱷屬（學名：Mandasuchus）是勞氏鱷目迅猛鱷科的一屬，化石發現於坦尚尼亞的曼達組（Manda Formation），地質年代為三疊紀中期的拉丁尼階到安尼西階。。目前已經發現數個包存狀態良好的標本，但是頭顱骨的化石材料較少。
在1967年，阿爾弗雷德·羅默（Alfred Romer）建立迅猛鱷科，以包含曼達鱷與其他三屬。在1965年，艾倫·查理格等人的蜥臀目研究中，提出曼達鱷可能是原蜥腳類的祖先，這個假設目前已被否定。在1993年，J. Michael Parrish的鱷型踝關節類（Crocodylotarsi）親緣分支分類法研究中，提出曼達鱷是歐洲鐵沁鱷的次異名，理由是曼達鱷、鐵沁鱷的顱後骨骼部分極度類似。  

## 下属物种
本属包括以下物种：
- Mandasuchus tanyauchen Butler, Nesbitt, Charig, Gower & Barrett, 2018[8]